# Церква Марії Монгольської
Церква Марії Монгольської, Церква Богоматері Панагіотисси (грец. Παναγία τῶν Μογγολίων, Παναγία Μουχλιώτισσα, тур. Kanlı Kilise) — культова будівля у Стамбулі, належить юрисдикції Константинопольської православної церкви. Розташований у районі Фанар. Єдиний православний храм міста візантійського періоду, який ніколи не використовувався в якості мечеті. Богослужіння проводяться в окремі дні року. Належить до типу триконхових церков.

## Історія
Церква, спочатку відома як Теотокос Панагіотисса (грец. Θεοτόκος Παναγιώτισσα), слугувала католикосом (соборним храмом) монастиря, заснованого Марією Деспною Палеологіною (Марією Деспною Монгольською) наприкінці XIII століття. Споруда з часом була значно змінена, її первинна частина — триконх — датується XI століттям.

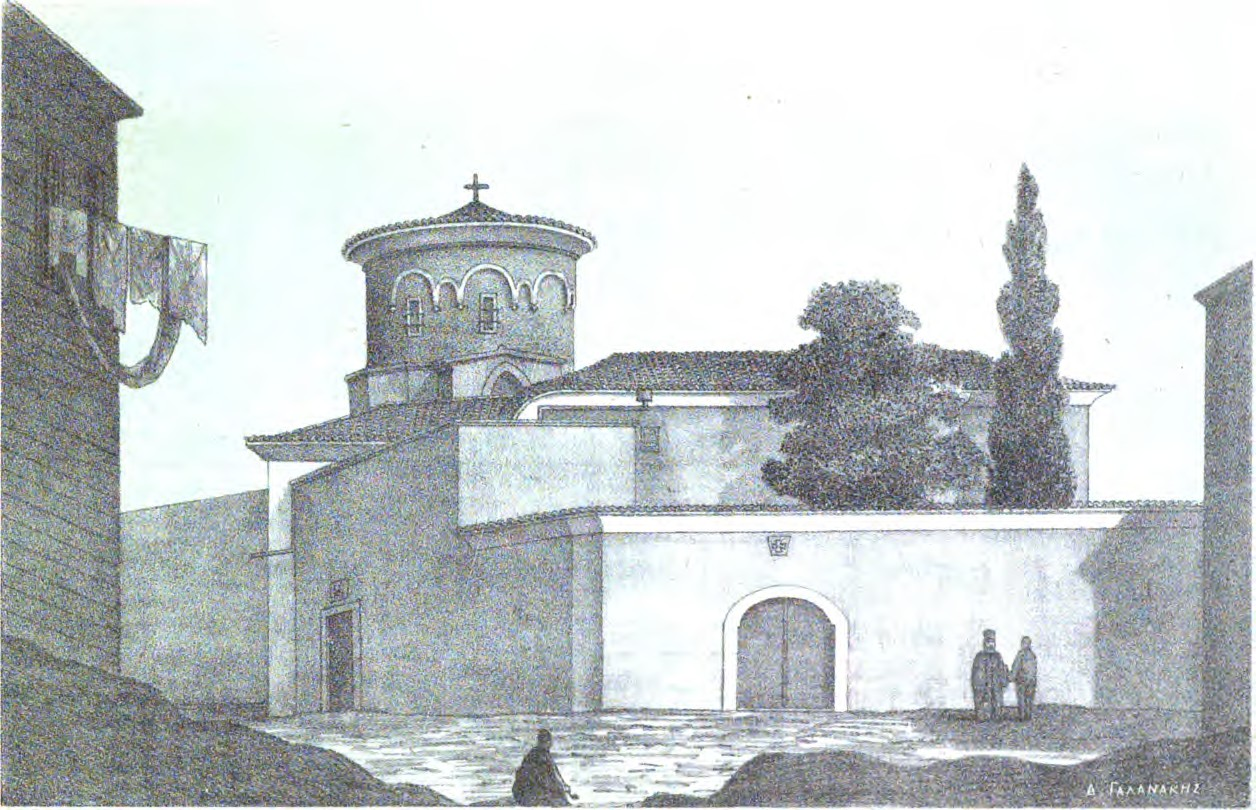
Церква Марії Монгольської у 1877 р.

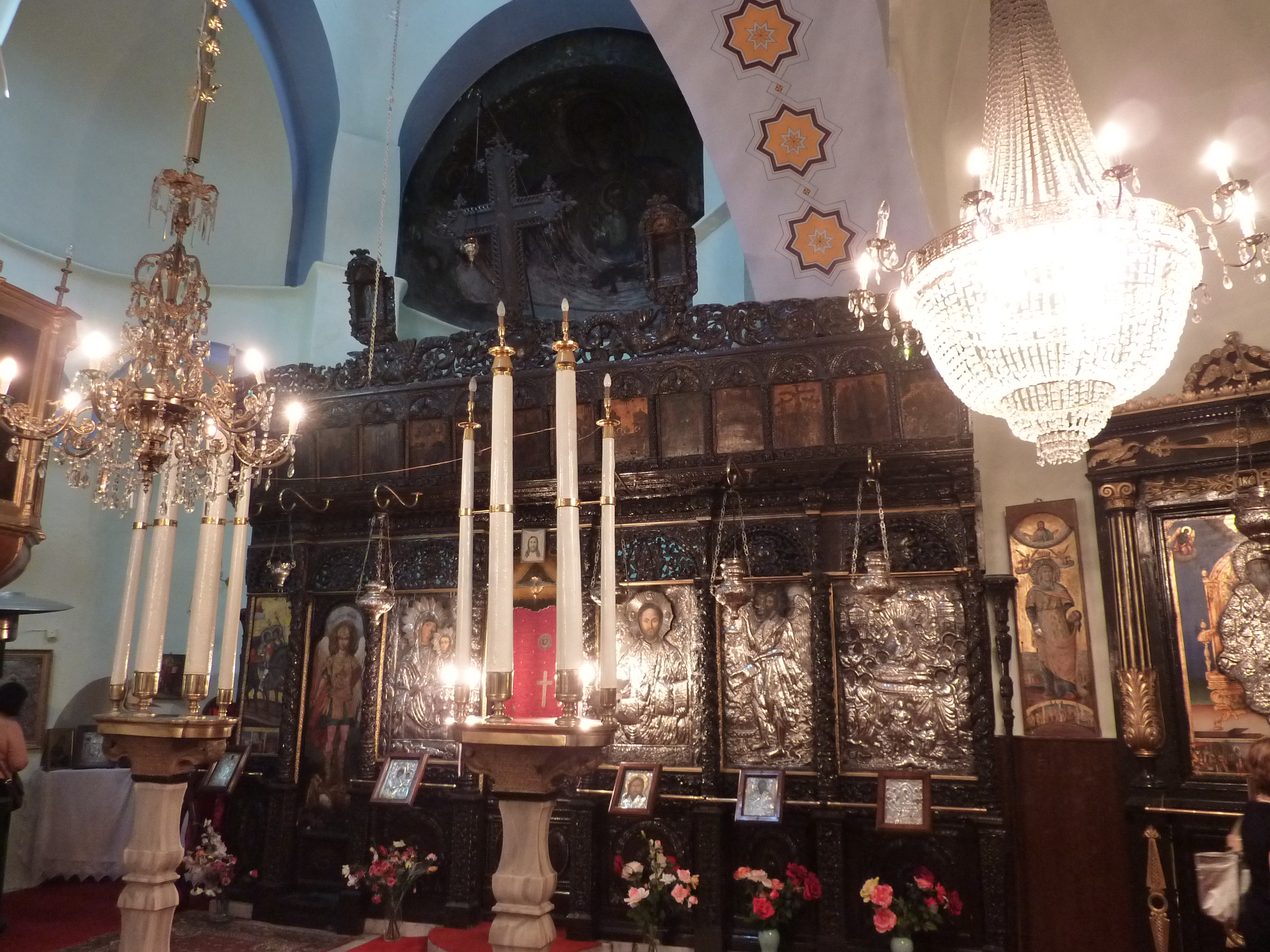
Внутрішній вигляд храму в 2010 р.

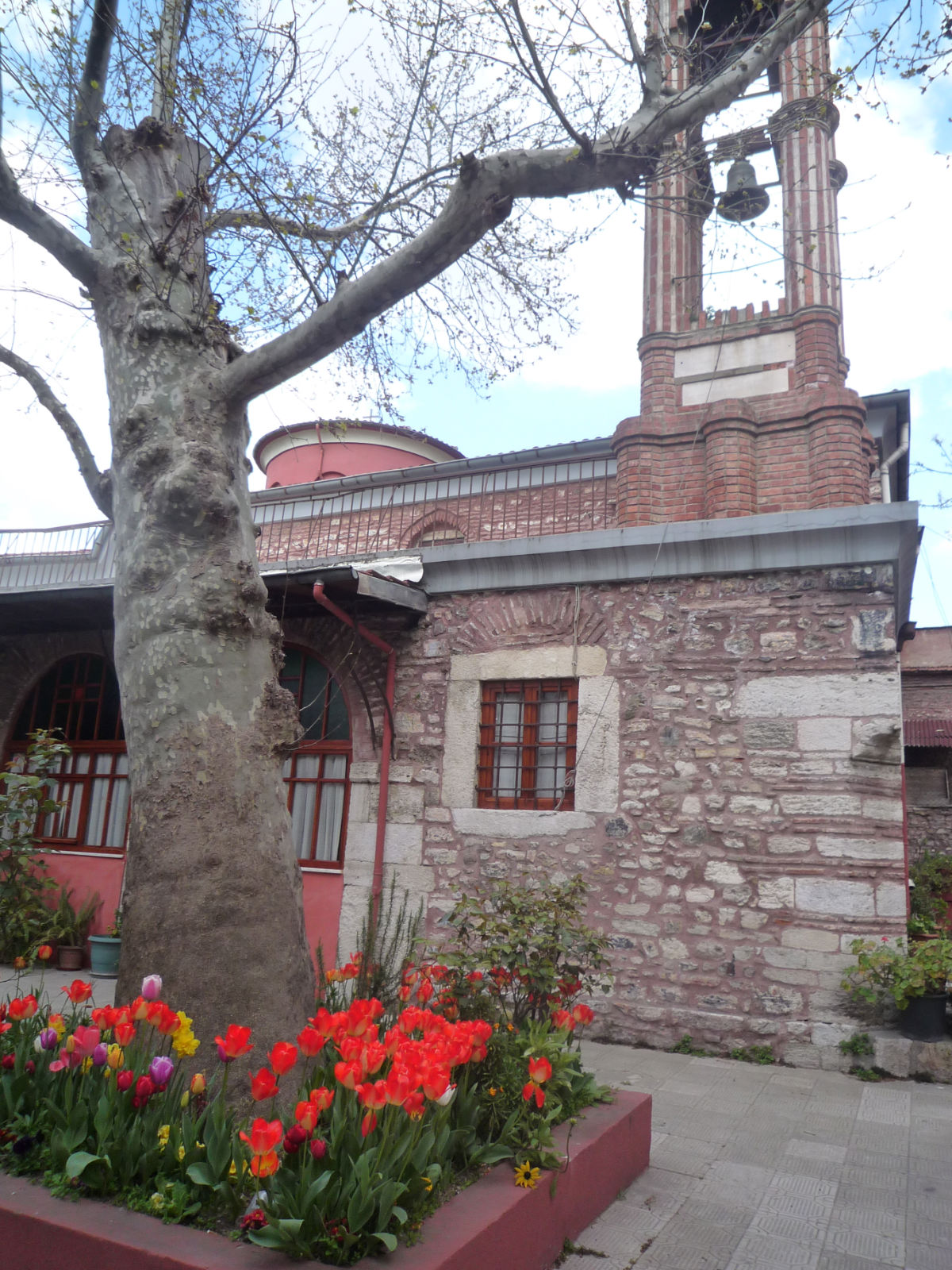
Вид на дзвіницю у 2011 р.

Район, розташований на північ від цистерни Аспар на схилі П'ятої гори, що виходить на Золотий Ріг, мав давню чернечу історію. В цьому районі заснувала монастир Сопатра, дочка імператора Маврикія (582—602) для знатної жінки Євстолії, до якої згодом приєдналася і сама. Можливо, триконх колись належав монастирю Панагіо, який, як відомо, знаходився в цьому районі у XI столітті. Цей монастир, був пов'язаний з Великою Лаврою на Афоні і, можливо, був розформований після Четвертого хрестового походу у 1204 р. Після визволення Константинополя у 1261 році, Ісаак Дука, дядько Михаїла VIII, відновив монастир в цьому районі. У 1266-67 роках цей монастир був знову реконструйований, у роботах взяв участь відомий тогочасний художник Модест.
Засновницею сучаснішої будівлі стала Марія Палеологіна — позашлюбна дочка Михаїла VIII (1261—1282) та зведена сестра Андроніка II (1282—1328). У 1265 р. її відправили дружиною хана Хулагу, однак він помер до її приїзду, після чого Палеологіна вийшла заміж за його сина хана Абака. Приблизно в 1282 році, ставши вдовою, Марія повернулася до Константинополя і заснувала монастир. Від імені Марії — «володарки монголів», схоже, походить назва храму. Вона придбала монастир, який включав церкву, лазню, фруктовий сад та виноградник, і виділила йому весь свій особистий статок. Монастир також мав маєтки у Фракії, які допомагали підтримувати життя 33 монахинь, котрих приймали без необхідності вносити пожертви. Здається, що Марія відремонтувала церкву, додавши до існуючого триконху нартекс і, можливо, здійснила ще якісь зміни. Врешті-решт, вона сама пішла до цього монастиря, хоча невідомо, чи оселилася тут одразу чи пізніше.
Відповідно до непевної традиції, коло 1462 р., султан Мехмед II передав церкву архітектору Христодулу, як нагороду за зведення мечеті Фатіха на місці церкви Святих Апостолів. Копія фірмана Мехмета II, яка підтверджує особливий статус церкви, зараз знаходиться на одній із стін в інтер'єрі. Його турецька назва Kanlı Kilise («Кривава церква») походить від, ймовірно, останньої битви між візантійськими та османськими силами, що відбулась саме тут 29 травня 1453 року, коли Мехмед II завоював місто. В османську епоху церква служила парафіяльною, а не монастирською. Вона була серйозно пошкоджена пожежами у 1633, 1640 та 1729 рр. У XIX столітті, за храмом була закріплена невелика жіноча школа, яку обслуговувало п'ятеро священиків. У цей період вона знаходилась у залежності від монастиря Мегалон Спелайон на Пелопоннесі. Зазнала актів вандалізму під час антигрецьких заворушень у 1955 році, але пізніше, того ж року, була відновлена.

## Архітектура
В XI столітті, коли церква була побудована як монастирська, вона являла собою купольний триконх розміром 12 х 12 метрів. Він складався з центральної зали, кожна сторона якої відкривалася до напівкруглих апсид. Кожна з цих апсид має три менші ніші в інтер'єрі. Купол підтримували чотири колони, увінчані коринфськими капітелями (нині покриті штукатуркою). Нічого не відомо про оздоблення та положення його вікон, карнизів та даху. Хоча триконх є рідкістю в Константинополі, ще одним прикладом такого типу храму у цьому районі є церква Панагії Камаріотиса XI століття на острові Халкі (турецька Хейбеліада).
Нартекс, ймовірно, був доданий під час реконструкції, яку фінансувала Марія Палеологіна наприкінці XIII століття. Його поточний план нерегулярний, через розширення на його південній та західній сторонах, ймовірно, зроблених у XVIII ст., можливо, для збільшення простору для більшого скупчення людей. В результаті, питомо візантійськими рисами володіють лише східна та північна апсиди, деякі ділянки нартексу та купол над навою. Сходи ведуть до підземних камер. Одні з них — перекриті склепінням, тоді як інші могли бути частиною нартексу, а пізніше служило хагіязмою (святим джерелом). Також ймовірно тут знаходився поховальний склеп деяких Палеологів. До доповнень османської доби також належать екзонартекс і загострені стрільчасті арки, а також дзвіниця, зведена в 1892 році. Хоча збереглись відомості про участь у оздобленні храму художника XIII ст. Модеста, настінних розписів, настінні розписи візантійської епохи не збереглися.